# Overnight Sensation
Pour les articles homonymes, voir Overnight.
Albums de Motörhead
Sacrifice
(1995) Snake Bite Love
(1998)
Overnight Sensation est le treizième album studio du groupe britannique Motörhead enregistré et publié en 1996. Avec cet album, écrit et enregistré après le départ de Würzel, le groupe revient à sa formation mythique de trois membres. Cette formation perdurera jusqu'à la dissolution du groupe, consécutive au décès de Lemmy, en 2015.

## Titres
Toutes les pistes par Lemmy, P. Campbell et M. Dee (sauf indication).
1. Civil War (Campbell, Lemmy, Dee, Max Ax) – 3:02
2. Crazy Like a Fox – 4:32
3. I Don't Believe a Word – 6:31
4. Eat the Gun – 2:13
5. Overnight Sensation – 4:10
6. Love Can't Buy You Money – 3:06
7. Broken – 4:34
8. Them Not Me – 2:47
9. Murder Show – 3:03
10. Shake the World – 3:29
11. Listen to Your Heart (Lemmy) – 3:45

## Crédits
- Lemmy — chants et basse
- Phil Campbell — guitare
- Mikkey Dee — batterie